# 彰111線
彰111線（田中－大安），是位於臺灣彰化縣田中鎮的一條鄉道，北起中州路二段（彰99線0.550公里處），南至員集路一段（縣道141號15.207公里），全長3.330公里。

## 路線變遷
此鄉道於民國55年（1966年）臺灣省公路局普查、臺灣省政府公告路線時起點為田中（ 縣道152號24.300公里），終點為四塊厝（ 彰107線11.392公里），長度為5.140公里。
民國59年（1970年）臺灣省政府公告規劃道路用地時，此鄉道資料大致上與公告路線時相同，不過終點加列大崙，並加上道路寬度為12公尺。
民國72年（1983年）12月時此鄉道起點為田中（ 彰99線0.550公里），終點則為大安（ 縣道141號15.207公里），長度為3.330公里。道路大致呈西北－東南走向，與縣道141號相似。

## 沿線地點
在民國95年（2006年）1月內政部測量時、民國109年（2020年）Google地图圖資中，此鄉道路線皆與民國72年（1983年）版本相同，故以下內容結合此三者及民國108年（2019年）Google街景服务進行編纂。路線空照圖見此註腳。
此鄉道初始為新民里及沙崙里之里界，後進入三安里，最後結束於香山里，沿途行經聚落依序包括六甲、舊街、同安寮、內三塊厝、大安、後庄等，行經路名則依序為沙崙路、同安路、大安路。
此鄉道3.030公里處為大安橋，橋下為八堡二圳。

## 交會公路
- 中州路二段（ 彰99線）[4][5]
- 大安路（ 彰111-1線，交會於 彰111線2.850公里處）[3][4][5]
- 東閔路一段（ 縣道141號）[4][5]

## 腳註
1. ↑  資料來源記載此鄉道起點為縣道152號34.300公里，但同份資料中縣道152號長度僅有34.089公里，有矛盾之處。[1]故依照記載內容幾乎相同的民國59年（1970年）臺灣省政府公告〈彰化縣轄內鄉道規劃用地寬度表〉修正為24.300公里。[2]